# Колногузенко Борис Миколайович
Бори́с Микола́йович Колногу́зенко (нар. 10 липня 1948, с. Верхня Тарайка Сахалінської області, Росія) — український балетмейстер і педагог, професор (1994), народний артист України (1999), академік Української академії наук.

## Життєпис

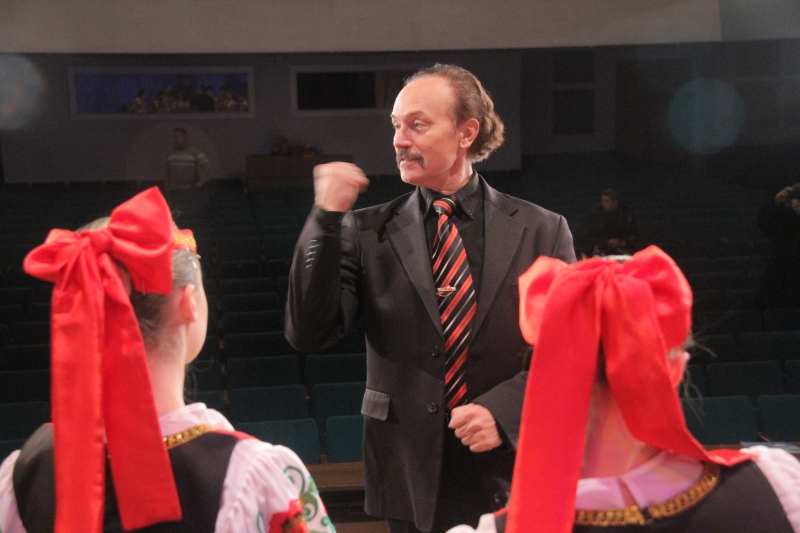
Борис Колногузенко під час репетиції

Народився в с. Верхня Тарайка Паранайського району Сахалінської області в родині родових кубанських козаків. У 1949–1954 роках проживав на кубанському хуторі Прицепилівський Краснодарського краю разом з бабусею та дідусем. Любов до мистецтва, зокрема й танцювального, прищепила йому бабуся Лукія — вона була жінкою інтелігентною, добре співала і танцювала. У 1958–1967 роках навчався у середній школі No 58 м. Краснодар. Згодом вступив до Воронезького державного хореографічного училища, яке через сімейні обставини не закінчив. Повернувся до м. Краснодар, де продовжив навчання в середній школі. Брав участь у танцювальних гуртках школи та Палацу культури ТЕЦ. Вже у 1969 році став лауреатом І ступеня 2-го Всеросійського конкурсу виконавців бального танцю (м. Москва).
У 1971 році закінчив хореографічне відділення Краснодарського інституту культури (клас Л. Нагайцевої, М. Третякова). У 1971–1972 роках проходив службу у лавах радянської армії. Зарахований артистом та балетмейстером ансамблю пісні і танцю «Гвардієць» Ленінградського військового округу (м. Кінгісепп). Був керівником ансамблю народного танцю Палацу культури Кремгольської мануфактури м. Нарва.
У 1972—1988 роках — танцівник, педагог, балетмейстер Кубанського козацького хору (Краснодар), Харківського театру опери та балету, Полтавського музично-драматичного театру, Ансамблю пісні і танцю Чорноморського флоту (Севастополь).
Протягом 1982–1991 років ― художній керівник та головний балетмейстер народного ансамблю танцю «Жайворонок» Палацу культури Південної залізниці. «Жайворонок» брав участь у культурній програмі Ігор Доброї Волі (м. Сіетл, США).
З 1988 року викладає у Харківській державній академії культури. З 1989 — засновник і завідувач кафедри хореографії. З 2001 — декан факультету хореографічного мистецтва. Балетмейстер-постановник багатьох культурних заходів в Україні й за кордоном. У 1989 році давав майстер-класи з українського народного танцю для хореографів Нью-Йорка, брав участь у створені мистецьких програм у Центрі Дружби «Пепсі» на Іграх Доброї Волі в Сіетлі у 1990 році. Крім того, науковець презентував мистецьку освіту України на Всесвітньому форумі в Китаї (м. Шидзяджуан), був балетмейстером урядових концертів у В'єтнамі: м. Ханой (2014), м. Хошимін (2015). 
У 1990 році заснував і очолив як художній керівник та головний балетмейстер театр народного танцю «Заповіт» при Харківській державній академії культури. За майже 30 років творчої діяльності артисти «Заповіту» з авторськими композиціями і програмами Б. Колногузенка стали переможцями конкурсів та фестивалів в Україні та багатьох інших країнах світу. Серед них:
- усі Всеукраїнські конкурси народної хореографії ім. П. Вірського (2003, 2007, 2011, 2014, 2017). Театр народного танцю «Заповіт» єдиний в Україні посів два перших місця за розгорнуті та малі танцювальні форми майже на всіх цих конкурсах. На III Всеукраїнському конкурсі народної хореографії ім. П. Вірського став володарем гран-прі (2011).
- Посів перше місце (2003) і отримав гран-прі (2004, 2006) Міжнародного конкурсу танців народів світу «Веселкова Терпсихора»[9].
- на Міжнародному конкурсі професійних виконавців народного танцю «Лідер року» в Москві в листопаді 2007 отримав 2 премії: II премія в номінації «Жіночий сольний танець», III премія в номінації «Дуетний танець».
- у серпні 2008 року став переможцем Міжнародного фестивалю-конкурсу «Фольклорне літо Іспанії 2008» в Мадриді.
- став переможцем Всеукраїнського фестивалю-конкурсу, присвяченого 100-річчю видатного українського балетмейстера Ярослава Чуперчука (2011[9]).
- двічі став володарем гран-прі Міжнародного конкурсу хореографічного мистецтва «Одеські перлини» (2009, 2012).

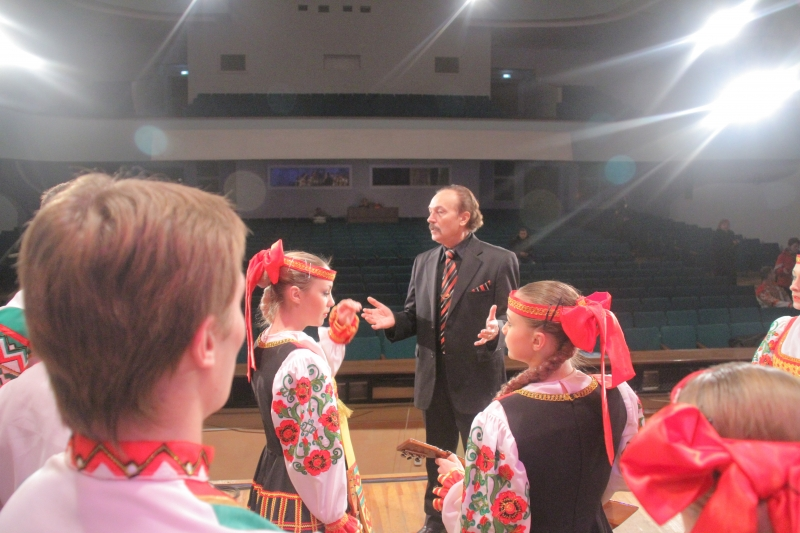

- отримав звання лауреата і став володарем гран-прі міжнародних конкурсів і фестивалів в Білорусі (Гомель), Польщі (Познань), Болгарії (Селістра, Пловдів), Німеччині (Штутгарт, Баден-Баден), Бельгії (Холайн), Франції (Париж), Угорщині (Будапешт), Австрії (Відень), Іспанії (Барселона, Мадрид, Аліканте, Сарагоса, Хайен, Тудела, Куенка, Альменара), Португалії (Лісабон, Порто, Віла-Нова-де-Гайя, Віла-де-Ботікаш, Серначе-де-Бонжардім), Російській Федерації (Красноярськ), Грузії (Батумі)[10].
- Солісти театру народного танцю «Заповіт» Анна Сівілірова та Андрій Попов стали лауреатами 1-го ступеня у номінації «Малі танцювальні форми» на Міжнародному конкурсі-фестивалі мистецтв «Коло друзів» (23-27 березня 2023)[11].
- Дівоча група Театру народного танцю «Заповіт» посіла перше місце на XXII Міжнародному фестивалі-конкурсі хореографічного мистецтва «Арабески Естонії» (28-29 жовтня 2023 р., м. Таллінн, Естонія)[12].

У 2011 році Борис Миколайович Колногузенко створив Великий Слобожанський ансамбль пісні і танцю. Уся танцювальна група Великого академічного Слобожанського ансамблю пісні і танцю — це вихованці Б. М. Колногузенка. Серед них 12 артистів мають звання лауреатів міжнародних конкурсів. У 2013 році ансамбль здобув статус академічного. У 2017 році у фіналі V Всеукраїнського фестивалю-конкурсу народної хореографії ім. П. Вірського в номінації «Професійні ансамблі» Великий академічний Слобожанський ансамбль пісні і танцю за твори Б. М. Колногузенка став володарем Гран-прі. Великий академічний Слобожанський ансамбль пісні і танцю виступив з Різдвяними концертами у Парижі та Брюсселі. Уперше в Україні за відродження та розвиток українського національного мистецтва весь колектив ансамблю було нагороджено орденом «За відродження козацької Держави Україна», а його керівнику вручено Міжнародний орден «International worker of art ISPI». З 2014 року Великий Академічний ансамбль пісні і танцю, театр народного танцю «Заповіт» організували більше ста концертів для воїнів ЗСУ, Національної гвардії України, учасників АТО та волонтерів.
Борис Миколайович Колногузенко протягом 2011–2013 років входив до складу колегії Міністерства культури України, є членом науково-методичної комісії сектора вищої освіти НМР Міністерства освіти і науки України.
У 2018 році брав участь у роботі журі Міжнародного конкурсу танцю ім. Гамар Алмасзаде в Баку (Азербайджанська Республіка). Отримав Почесну відзнаку Бакинської академії хореографії.
У листопаді 2020 року Борис Миколайович Колногузенко провів дві онлайн-лекції для студентів-хореографів факультету мистецтв Уманського державного педагогічного університету імені Павла Тичини. 
Б. М. Колногузенко є членом президії Національної хореографічної спілки України, засновником та керівником її Харківського обласного осередку (2002-2021 рр.).

## Визнання
- Лауреат міжнародних конкурсів та фестивалів фольклорного танцю.
- П'ятиразовий переможець конкурсу «Харків'янин року» та програми «Лідери XXI століття».
- Почесний громадянин Харківської області[16].
- Почесний громадянин міста Дулово (Болгарія).
- 1999 — народний артист України.
- 1999 — обраний дійсним членом (академіком) Української академії наук, нагороджений Почесною грамотою Кабінету Міністрів України.
- 2000 ― нагороджений дипломом обласного конкурсу «Вища школа Харківщини – кращі імена» в номінації «Завідувач кафедри». Вручено почесну відзнаку — хрест «Козацька єдність».
- 2002 — понині член правління Національної хореографічної спілки України, засновник та голова її Харківського обласного осередку.
- 2003 — нагороджений медаллю Павла Вірського — вищою відзнакою хореографічного мистецтва України. Нагороджений Почесною грамотою Кабінету Міністрів України.
- 2004 — здобув Почесну відзнаку «Слобожанська слава», отримав почесну відзнаку Міністерства культури України «За багаторічну плідну працю в галузі культури».
- 2005 — нагороджений Почесною відзнакою «За старанність» до 350-річчя заснування Харкова. Нагороджений Почесною відзнакою Міністерства освіти Китаю.
- 2007 — нагороджений орденом Святого Рівноапостольного князя Володимира Великого III ступеня.
- 2008 — отримав Почесну відзнаку «Слобожанська слава».
- 2009 — Орден «За заслуги» III ступеня. Почесний диплом Академії мистецтв України «За досягнення».
- 2010 — нагороджений медаллю Героя України Мирослава Вантуха.
- 2011 ― здобув Почесну відзнаку Харківського обласного осередку Національної хореографічної спілки України «За досягнення в мистецтві хореографії».
- 2012 — нагороджений орденом «Патріот Вітчизни». Нагороджений орденом Святого Рівноапостольного князя Володимира Великого II ступеня[3].
- 2013 — почесний професор Уманського державного педагогічного університету імені Павла Тичини[15]. Вручено орден «Визнання Вітчизни» за кращі сценічні твори України.
- 2015 — нагороджений орденом «Зірка Слави». Нагороджений орденом Святого Рівноапостольного князя Володимира Великого I ступеня.
- 2016 ― Worker of Arts ISPI, нагороджений дипломом обласного конкурсу «Вища школа Харківщини – кращі імена» в номінації «Декан факультету»
- 2018 — вручено «Золоту Зірку Героя Українського Народу»[5][13].

## Праці
- Колногузенко Б. М. Основи танцювальної композиції : навч. посіб. з курсу "Постановка танцю в спектаклі" / [авт.-упоряд. Б. М. Колногузенко] ; М-во культури і мистецтв України, Харків. держ. акад. культури. — Харків, 1997. — 49 с.
- Колногузенко Б. М. Методика роботи з хореографічним колективом : навч. посіб. Ч. 1 : Хореографічна робота з дітьми / Б. М. Колногузенко ; М-во культури і мистецтв України, Харків. держ. акад. культури. — Харків, 2004. — 153 с.
- Бальний танець та методика його викладання : навч.-метод. матеріали до курсу / Харків. держ. акад. культури, Каф. нар. хореографії ; [уклад. Б. М. Колногузенко]. — Харків, 2006. — 65 с.
- Мистецтво балетмейстера : навч.-метод. матеріали до курсу для від-ня магістрів хореогр. / Харків. держ. акад. культури, Ф-т хореогр. мистецтва ; [уклад. Б. М. Колногузенко]. — Харків, 2007. — 85 с.
- Колногузенко Б. М.. Хореографічна сюїта : метод. матеріали з курсу "Мистецтво балетмейстера" / Б. М. Колногузенко ; М-во культури і туризму України, Харків. держ. акад. культури. — Харків, 2007. — 95 с.
- Колногузенко Б. М. Хореографічне мистецтво : зб. ст. / Б. М. Колногузенко ; М-во культури і туризму України, Харків. держ. акад. культури. — Харків, 2008. — 222 с.
- Колногузенко Б. М. Види мистецтва та хореографії : [метод. посіб. для підготовки бакалаврів і спеціалістів за фахом "Хореогр." (6.020200)] / Б. М. Колногузенко. — Харків : ХДАК, 2009. — 140 с.
- Народно-сценічний танець та методика його викладання : конспект лекцій з курсу для інозем. студ., що навчаються за освітньо-кваліфікац. рівнем "Бакалавр" напряму 6.020202 "Хореогр." / М-во культури і туризму України, Харків. держ. акад. культури, Ф-т хореогр. мистецтва, Каф. нар. хореогр. ; [уклад. Б. М. Колногузенко]. — Харків, 2010. — 180 с.
- Колногузенко Б. М. Види мистецтв і хореографії : [метод. посіб.] / Б. М. Колногузенко ; М-во культури України, Нац. хореогр. спілка України. — 2-ге вид., допов. — Харків, 2014. — 319 с.
- Колногузенко Б. М. Основа балетмейстерського мистецтва / Колногузенко Б. М. // Сучасні стратегії розвитку хореографічної освіти. — Умань, 2014. — С. 38–46.
- Колногузенко Б. М. Сучасний танець та методика його викладання : конспект лекцій для студентів хореогр. від-нь мистец. та пед. вищ. навч. закл. ІІ-IV рівня акредитації / Б. М. Колногузенко, І. І. Макарова ; М-во культури України, Харків. держ. акад. культури, Харків. обл. осередок Нац. хореогр. спілки України. — Харків : Слово, 2015. — 136 с.
- Колногузенко Б. М. Хореографічна композиція : [метод. посіб. з курсу "Мистецтво балетмейстера"] / Б. М. Колногузенко ; М-во культури України, Харків. держ. акад. культури, Харків. обл. осередок Нац. хореогр. спілки України. — Харків, 2018. — 207 с.
- Сучасний танець та методика його викладання : конспект лекцій з курсу для студентів хореогр. від-нь мистец. та пед. вищ. навч. закл. 2-4 рівня акредитації / М-во культури України, Харків. держ. акад. культури, Харків. обл. осередок нац. хореогр. спілки України ; [уклад.: Колногузенко Б. М., Макарова І. І.]. ― Харків, 2020. — 112 с.